# Вусач сірий кленовий
Стончик кленовийй (Leiopus nebulosus) — жук підродини ляміїнів родини Скрипунових (Cerambycidae).

## Систематика
Стончик кленовий представлений двома підвидами: Leiopus nebulosus nebulosus і Leiopus nebulosus caucasicus. Перший заселяє Європу, а другий Малу Азію, Кавказький регіон і Кримські Гори.

## Опис
У 2025-му році для Стончика кленового було розроблено новий діагноз для його морфологічної ідентифікації. Жуки 6-9,5 мм завдовжки. Лоб менш-більш звужений і плаский, ледь випинається між очима. Членики вусиків, починаючи з третього, червонувато-бурі з чорними верхівками. Передньоспинка поперечна в розкиданих цятках. Виріст передньогрудей широкий, удвічі ширший, ніж подвійна облямівка передніх тазикових западин. Стегна ніг різко розширені у постеріарній третині, булавоподібні. Надкрилля не випуклі у прищитковій частині з мінливим малюнком, бурого кольору зі світлою волосяною поперечною перев'яззю ісвітлими верхівками. Верхівка едеаґусу заокруглена, без зубчика. Парамери короткі.

## Розповсюдження
Стончик кленовий широко охоплює більшу частину Європи, Малу Азію, Кавказ і Крим. Однак, вид відсутній у Східній і Північній Європі. На півночі межі ареалу L. nebulosus досягають широти 60 градусів на півдні Феноскандії. На сході його ареал досягає 28 градусів довготи, не враховуючи Криму і Кавказу. Східніше від цієї межі ймовірне існування окремих ексклавів Leiopus nebulosus, однак на сьогодні вони залишаються невідомими. Усі відомі раніше знахідки Leiopus nebulosus східніше зазначеної межі належать до Leiopus linnei і Leiopus femoratus.

## Екологія
Розвивається у деревині граба, клена, дуба, бук,а берези, вільхи, волоського горіху, ліщини та ін. дерев.